# Stephan Lindeck
Stephan (August) Lindeck (* 16. Oktober 1864 in Alsfeld, Großherzogtum Hessen; † 21. Oktober 1911 in Berlin) war ein deutscher Physiker.
Seinen gleichnamigen Vater († 1895), den Geheimen Finanzrat und Direktor der Darmstädter Hauptstaatskasse, durfte er auf dessen zahlreichen Reisen in seinem Heimatland begleiten. Der Großvater war der Mainzer Baurat Heinrich Lindeck.
Er studierte ab 1882 zunächst an der Technischen Hochschule in Darmstadt und wechselte dann zur Universität über, wo besonders August Kundt auf ihn einwirkte.
Er wurde Leiter des Niederspannungslabors der Physikalisch-Technischen Reichsanstalt. Um 1889 arbeitete er zusammen mit Karl Feußner. In Charlottenburg wohnte er in der Goethestraße 77.
Von 1895 bis 1911 war er Herausgeber und Mitglied der Redaktion der Zeitschrift für Instrumentenkunde. Sein Nachfolger wurde Friedrich Göpel (1864–1941).